# الكسكري
الكسكري (414هـ- 1023 م) هوأبو الفتح، هلال بن محمد بن جعفر الكسكري،  الحفار، من رجال الحديث، فارسي الأصل، من كسكر، ولد في ربيع الآخر سنة (322 هـ)، والكسكري نسبة إلى كسكر، وهي قرية بالعراق قديمة، بنواحي ذي قار، توفي ببوشنج يوم العيد، في صفر سنة أربع عشرة وأربع مئة (414 هـ)، وله اثنتان وتسعون سنة.
سمع من: الحسين بن يحيى بن عباس القطان صاحب أحمد بن المقدام العجلي، فكان آخر أصحابه، ومن إسماعيل الصفار، وعلي بن محمد الواعظ، وعثمان بن أحمد الدقاق، وإسماعيل بن علي الخزاعي، وأبا الحسين أحمد بن عثمان الادمي، وأبا القاسم إسماعيل بن أخي دعبل الخزاعي، وابن البختري وطائفة سواهم.
حدث عنه: أبو بكر الخطيب، وأبو نصر عبيد الله ابن سعيد السجزي، والرئيس أبو عبد الله الثقفي، وعلي بن أحمد بن البسري، وأبو الفضل عمر عبيد الله البقال، وعاصم بن الحسن، وطاهر ابن الحسين القواس، ومحمد بن محمد بن المسلمة، والحسن بن محمد بن زينه، وهبة الله بن عبد الرزاق الأنصاري، وأبي الفضل علي بن الحسين الفلكي، وأبي بكر أحمد بن علي بن ثابت الخطيب الحافظ، وأبي القاسم عبد الكريم بن هوازن القشيري، وأبو بكر البيهقي، والخطيب البغدادي، وغيرهم، وآخر من حدث عنه أبو الفوارس طراد بن محمد بن علي الزينبي الهاشمي.
وقد روى جزء الحفار عالياً إبراهيم بن الخير، ثم بالإجازة زين الدين ابن عبد الدايم.
مؤلفاته: له أمال في الحديث.
ومن سمع عنهم الكسكري:
- إسماعيل بن محمد الصفار: عالم بالنحو وغريب اللغة، من أهل كسكر، له شعر، وفي مخطوطات شهيد علي (546/5) كتاب حديث الصفار جزء منه. توفي ببغداد في سنة (341)هـ.[2]
- ومن حدث عن الكسكري:
- الخطيب البغدادي: هو أحمد بن علي البغدادي، المعروف بالخطيب أحد الحفاظ المؤرخين المقدمين، مولده في غزية سنة (392 هـ) بين الكوفة ومكة، وكان فصيح اللهجة، عارفاً بالأدب، يقول الشعر، ولوعاً بالمطالعة والتأليف، وكتب الكثير، ذكر ياقوت أسماء 56 كتاباً من مصنفاته، من أفضلها «تاريخ بغداد»، توفــي في بغداد سنة (463 هـ).[6]
- أبو بكر البيهقي: هو أحمد الحسين بن علي البيهقي. ولد سنة (384 هـ) في نيسابور، صنف زهاء ألف جزء، ومنها «السنن الكبرى» في عشر مجلدات، و«السنن الصغرى»، و«المعارف»، وغيرها، وفهرس المخطوطات ومنها«معرفة السنن والآثار» المجلد الثاني منه في خزانة الشاويش ببيروت، و«القراءة خلف الإمام» وغيرها.[7]